# ناحیه گوجو
ناحیه گوجو (به لاتین: Guoju Subdistrict) یک منطقهٔ مسکونی در چین است که در Beilun District واقع شده‌است.